# Beaconsfield

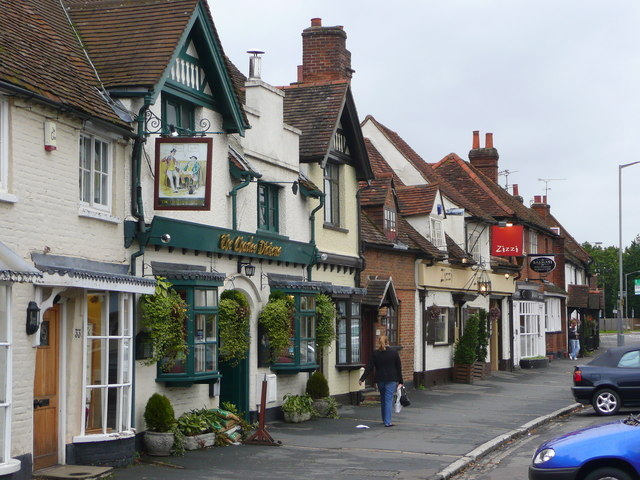
Aylesbury End i Beaconsfield.

Beaconsfield (engelskt uttal: [ˈbɛkənzfiːld] lyssna (fil)) är en stad och civil parish i grevskapet Buckinghamshire i England. Staden ligger i kommunen Buckinghamshire, 38 kilometer nordväst om centrala London och 26 kilometer sydost om Aylesbury. Tätorten (built-up area) hade 13 797 invånare vid folkräkningen år 2011.
Stadens fotbollslag heter Beaconsfield Town FC.